# Bündnis für Innovation und Gerechtigkeit
Das Bündnis für Innovation und Gerechtigkeit (Kurzbezeichnung: BIG) ist eine 2010 in Köln gegründete Kleinpartei, die bei Wahlen deutschlandweit auf allen politischen Ebenen antritt. Sie gilt als deutscher Ableger der rechtskonservativen türkischen AKP. Die Parteiführung behauptet hingegen ihre Unabhängigkeit von der AKP. Sie will sich nach eigener Darstellung insbesondere für die Interessen von Migranten einsetzen und „den Veränderungen [einer] multikulturellen und pluralen Gesellschaft durch innovative und realpolitische Lösungen“ gerecht werden. Die BIG-Partei ist eine überwiegend von Muslimen gegründete Partei, versteht sich jedoch nicht als islamische Partei.

## Gründung
Im März 2010 wurde das BIG in Köln durch die Fusion von drei regionalen Wählervereinigungen aus Bonn, Köln und Gelsenkirchen gegründet.

### Bündnis für Frieden & Fairness
Das Bonner Bündnis für Frieden & Fairness (BFF) wurde am 30. Juni 2009 von Haluk Yildiz gegründet und am 19. August 2009 in einer Pressekonferenz vorgestellt. Das BFF entstand aus den Strukturen des Rates der Muslime in Bonn, welcher 2006 auf Yildiz' Engagement hin und aus Anlass des Karikaturenstreits gegründet wurde und dem zwei vom Verfassungsschutz beobachtete Moscheevereine angehören. Yildiz, der sowohl erster Sprecher des Rates der Muslime in Bonn war als auch Gründungsvorsitzender des BFF wurde, erklärte, das BFF sehe sich aber nicht als politischer Arm des Rates der Muslime in Bonn, sondern als eigenständige Vereinigung. Vorsitzender des neugegründeten BFF wurde Yildiz, der zweite Vorsitzende Baasem Jürgen Kannich. Im Vorfeld der Bonner Kommunalwahlen am 30. August 2009 hatte Yildiz die Rechnung aufgemacht, dass in Bonn rund 30.000 Muslime leben, von denen etwa 7000 wahlberechtigt seien. „Wenn uns nur ein Teil davon ihre Stimme gibt, kommen wir sicher in den Stadtrat“, so Yildiz. In Bonner Moscheen wurde zur Wahl des BFF aufgerufen, von den rund 50 BFF-Mitgliedern waren viele in Deutschland geboren, alle waren Muslime. Das BFF erhielt aufgrund von 2732 Stimmen (2,1 Prozent) zwei Mandate im Bonner Stadtrat. Den zweiten Sitz neben Yildiz übernahm Hülya Doğan, die ebenfalls langjährig im Rat der Muslime in Bonn aktiv war und nach der Wahl erklärte, sie sei „nicht nur als Hülya Doğan im Stadtrat, sondern stellvertretend für alle Frauen mit Kopftuch“.

### Fusion
Das Bonner BFF nennt sich seit der Fusion zur BIG Partei 2010 „BIG Bonn“.
Die ähnlich strukturierte „Bürgerinitiative Gelsenkirchen“ hatte nach den Ergebnissen der Kommunalwahlen in Gelsenkirchen am 30. August 2009 (3,7 %) ebenfalls zwei Stadtverordnete in den Stadtrat entsenden können. Die „Alternative Bürgerinitiative Köln“ (ABI Köln) hatte jedoch bei der Kommunalwahl in Köln 2009 nicht genug Stimmen für Mandate erhalten. Im Februar 2010 stellten die Wählervereinigungen in Gelsenkirchen und Bonn auch eigene Wahllisten zu den Ausländerbeiratswahlen auf.
Die Fusion der drei Wählervereinigungen zur BIG erfolgte im März 2010 in Köln, kurz vor der Landtagswahl in Nordrhein-Westfalen am 9. Mai 2010.

### Anschluss der „Muslimisch-Demokratischen Union“ (MDU) 2014
Im März 2014 schloss sich die überwiegend in Niedersachsen aktive, 2010 in Osnabrück gegründete Muslimisch-Demokratische Union (MDU) der BIG an. Die MDU hatte bei der Landtagswahl in Niedersachsen 2013 landesweit 210 Stimmen erreicht (0,005 %). Der MDU gehörten viele Mitglieder der Muslim-Markt-Betreiberfamilie Özoğuz an. Die MDU nahm 2013 mit Transparenten und Flugblättern an der israelfeindlichen jährlichen al-Quds-Tag-Demonstration in Berlin teil. Der Vorsitzende und Sprecher der MDU, Bilal Uwe Wilbert, ab 2014 Mitglied im Vorstand der BIG, war einer der Hauptredner auf der Al-Quds-Demonstration 2013 wie auch 2014 in Berlin.
Zur MDU sagte Hans-Werner Wargel, Präsident im Verfassungsschutz Niedersachsen, 2012: Die MDU will offensichtlich die Demokratie mit den Mitteln der Demokratie bekämpfen. Seine Erkenntnisse zeigen, dass Islamisten sich bisweilen mit einer demokratischen Fassade tarnen. Auf der MDU-Homepage stand 2012 eine Fatwa, ein islamisches Rechtsgutachten, mit der Aussage „Jeder, der in der Demokratie aktiv ist und andere zum Mitmachen anregt, ist in einer großen Gefahr“. Das „demokratische System“ sei gegen den Islam. In der Fatwa wird die Demokratie auch als Schirk, Vielgötterei, bezeichnet. Autor der Fatwa für diese Aussage ist der saudische Gelehrte Scheich Salih al Munajjid, sagt der Landesverfassungsschutz. Der Mann gilt als „sehr prominent“ bei Salafisten.

## Organisation

### Bündnis für Innovation und Gerechtigkeit
Haluk Yıldız, der vormalige Vorsitzende der Bonner Wählervereinigung BFF, wurde BIG-Parteivorsitzender.
Stellvertretender BIG-Bundesvorsitzender und Landesvorsitzender der BIG-Berlin ist Ismet Mısırlıoğlu, Beiratsmitglied des Moscheevereins Inssan und ehemaliger Büroleiter des Berliner Büros von Islamic Relief Deutschland.
Weiteres Mitglied im BIG Bundesvorstand ist Aiman El-Attar vom Islamischen Zentrum Aachen (IZA), wo wiederum Eva-Maria El-Shabassy in der islamischen Fraueninitiative des IZA tätig ist, die auch für BIG Aussagen zur NRW-Bildungspolitik macht.
Der Hamburger BIG-Landesvorsitzende Yaşar Erdoğan war Vorsitzender der Hamburger Niederlassung der Union Europäisch-Türkischer Demokraten (UETD). Der Bremer BIG-Landesvorsitzende Şahin Salbars war bis 2010 Generalsekretär der UETD in Bremen.
Der baden-württembergische BIG-Landesvorsitzende Yasar Mert, der bei der Europawahl 2004 für die ehemalige Kleinpartei FAKT von Jamal Karsli kandidieren wollte, engagiert sich ebenfalls in der UETD in Baden-Württemberg.
Eine Klausurtagung der BIG Partei fand am 18. Dezember 2010 in Istanbul statt.
Die Bundespartei hatte laut Parteivorsitzendem Yildiz Mitte des Jahres 2011 über 1000 und Mitte 2013 ungefähr 700 Parteimitglieder, 2019 waren es ca. 2000.
Zur Wahlwerbung nutzt BIG Wahlplakate und Wahlwerbespots auf Türkisch, Deutsch und Arabisch.
Laut Berliner Landesvorsitzenden Misirlioglu finanziert sich die Partei ausschließlich über Spenden und Mitgliedsbeiträge.

### Junges Bündnis für Innovation und Gerechtigkeit
Am 1. November 2016 gründete der damalige BIG-Jugendkoordinator Tolga Özgül die Jugendorganisation der Partei, das Junge Bündnis für Innovation und Gerechtigkeit (kurz: JuBIG). Tolga Özgül hatte von 2016 bis 2018 den Bundesvorsitz der JuBIG inne.

## Teilnahme an Wahlen
Bei überregionalen Wahlen konnte die Partei bislang keine Mandate gewinnen und kam auch nie auf die zur Wahlkampfkostenerstattung nötige Hürde von 1 % bei Landtagswahlen bzw. 0,5 % bei Bundestagswahlen.
BIG kandidierte zur Landtagswahl in Nordrhein-Westfalen am 9. Mai 2010 mit Spitzenkandidat Haluk Yildiz. Dieser erklärte mit dem damaligen BIG-Generalsekretär Amin Thomas Bongartz im April das Überspringen der Fünf-Prozent-Hürde als nicht illusorisch und hielt 400.000 Wahlstimmen für möglich.
Im Mai benannten sie als Wahlziel in NRW „erst mal 10.000 Stimmen“. BIG erreichte einen Zweitstimmenanteil von 0,2 % bei 13.863 Zweitstimmen.
Die Partei erhielt bei der Hamburger Bürgerschaftswahl am 20. Februar 2011 3.169 Stimmen (0,1 %). Dasselbe Ergebnis erzielte sie mit landesweit 3.463 Stimmen (0,1 %) bei der Landtagswahl in Baden-Württemberg am 27. März 2011
Zur hessischen Kommunalwahl im März 2011 wurde BIG in drei Städten zugelassen und erhielt in Frankfurt 0,2 %, in Darmstadt 0,4 % und in Wiesbaden 0,3 % der Stimmen.
Die Partei wollte auch an der Bürgerschaftswahl in Bremen am 22. Mai 2011 teilnehmen, trat jedoch zugunsten der Bremischen Integrations-Partei von ihrem Vorhaben zurück.
Die Partei trat bei der Wahl zum Berliner Abgeordnetenhaus am 18. September 2011 an und erreichte 0,5 % der Zweitstimmen.
Bei der vorgezogenen Landtagswahl in Nordrhein-Westfalen 2012 beteiligte sich die Partei mit einer Landesliste, verlor gegenüber 2010 etwa 3.000 Stimmen und bekam landesweit noch 0,1 %.
BIG trat bei der Bundestagswahl 2013 in den Ländern Berlin, Nordrhein-Westfalen und Baden-Württemberg an und konnte bundesweit 2.680 Erststimmen (0,0 %) sowie 17.743 Zweitstimmen (0,0 %) auf sich vereinigen. Noch 2011 hatte die Partei erklärt: „In zehn Jahren sind wir in der Regierung“.
Bei den Bonner Kommunalwahlen 2014 verlor BIG einen der beiden Sitze im Bonner Stadtrat, da die Partei nur noch 1,4 % der Stimmen erhielt.
Die Partei trat bei der Wahl zum Abgeordnetenhaus von Berlin 2016 nur in zwei Wahlkreisen an. Einer der beiden Kandidaten war der umstrittene Aktivist Martin Lejeune, der im Wahlkreis Neukölln 3 mit 73 Stimmen 0,4 Prozent und damit 3,5 Prozent weniger als der BIG-Bewerber bei der vorangegangenen Wahl erreichte.
Bei der Landtagswahl in Nordrhein-Westfalen 2017 erhielt die Partei 17.421 Zweitstimmen (0,21 %). Bei der Bundestagswahl im selben Jahr trat die Partei nicht an.
Die Partei trat zur Europawahl am 26. Mai 2019 mit ihrem Gründer und Spitzenkandidaten Haluk Yildiz an und kam auf 0,2 %. In einigen Stimmbezirken Duisburgs erhielt sie über 30 %.
Bei der Kommunalwahl 2020 in Duisburg (bei der die Partei den Einzug in den Stadtrat verpasste) wurde ihr Stimmenkauf und Wahlbetrug vorgeworfen. Es kam zu einer Razzia der Polizei bei einem ihrer Kandidaten.
Bei den Kommunalwahlen in Hessen 2021 gelang der Partei in Frankfurt am Main, Wiesbaden und Offenbach am Main der Einzug in die jeweilige Stadtverordnetenversammlung.
Bei der Landtagswahl in Nordrhein-Westfalen 2022 erreichte BIG 0,1 % aller Zweitstimmen.

## Profil und Diskurse
Forderungen der Partei sind die Stärkung von Chancengerechtigkeit (insbesondere im Bildungsbereich) sowie die Integration von Migranten. Die Partei hat zudem einen starken sozialpolitischen Schwerpunkt. Anlässlich des Staatenberichts 2018 des UN-Sozialrats, in dem Deutschland für bestehende soziale Missstände kritisiert wurde, forderte die Partei in einer Presseerklärung die Umsetzung einer „menschenwürdigen Sozialpolitik“. Es sei erforderlich, dem Pflegenotstand und der Kinderarmut effizient zu begegnen. Zudem müssten zur Sicherung des Existenzminimums und zur Schaffung menschenwürdiger Lebensbedingungen die Grundsicherung und der Mindestlohn deutlich angehoben werden. In der Bildungspolitik setzt sie sich für eine Neustrukturierung des Schulsystems ein und fordert insbesondere eine verbesserte sprachliche Förderung von Kindern und eine stärkere Eigenverantwortung der Hochschulen. In der Integrationspolitik spricht sich die Partei in ihrem Grundsatzprogramm für die „Beibehaltung der kulturellen Identität“ von Migranten aus.
Zum Programmpunkt Wirtschaft vertritt BIG die Forderung nach einem zinsfreien Wirtschaftssystem. Über die Teilnahme am koedukativen schulischen Schwimm- und Sportunterricht sollten die Betroffenen selbst entscheiden. Konkret fordert BIG ein Recht auf doppelte Staatsangehörigkeit, erleichterte Familienzusammenführung und kommunales Ausländerwahlrecht.
Die weiter genannten Schwerpunkte Wirtschaft, Innere Sicherheit, Familie sowie Umwelt und Energiepolitik bestanden 2010 laut Bundeszentrale für Politische Bildung aus allgemeinen Absichtsbekundungen. Unter anderem wird die gesellschaftliche Bedeutung der Familie, die als Zusammenschluss von Mann und Frau verstanden wird und staatlicher Förderung bedürfe, herausgestellt.
Die Partei wird von einigen Beobachtern als Ableger der von Recep Tayyip Erdoğan angeführten türkischen Regierungspartei AKP eingeschätzt, zu der ein intransparentes Verhältnis bestehe. Funktionäre der Partei haben dem wiederholt widersprochen und erklärt, dass es keinerlei Verbindung zur AKP gebe. Laut Eigenaussage der Partei handele es sich bei den Behauptungen um eine Hetzkampagne, die ausschließlich politischen Zielen diene.
Das Online-Magazin Telepolis findet, nicht nur der Name „Bündnis für Innovation & Gerechtigkeit“ (türkisch: Yenilik ve Adalet Partisi) erinnere an die türkische AKP (zu deutsch: „Partei für Gerechtigkeit und Aufschwung“, türkisch Adalet ve Kalkınma Partisi), und auch wenn die Partei ausdrücklich nicht als islamische Partei auftreten wolle, habe sie doch mit „Multi-Kulti“ nichts zu tun.
Gemäß deutschem Parteiengesetz dürfen Ableger ausländischer Parteien nicht an Wahlen in Deutschland teilnehmen und laut türkischer Verfassung sind türkischen Parteien Auslandsorganisationen verboten.
Bundesvorsitzender Haluk Yildiz erklärte, es gebe „absolut überhaupt null Verbindung“ zur AKP, man habe „alle Parteien in der Türkei einzeln besucht, um eben auch eines klar zu stellen: dass wir weder eine organische noch eine ideologische Verbindung haben wollen“.
Bei einer BIG-Wahlkampfveranstaltung in Berlin trat Nevzat Yalcintas auf, ein Gründer der türkischen Partei AKP, und bat um Unterstützung für BIG. Die Neugründung der BIG wurde auch von der Islamischen Gemeinschaft Deutschland begrüßt, im Namen ihres langjährigen Vorsitzenden Ibrahim El-Zayat, der auch Treuhänder von Islamic Relief ist.
Januar 2011 erklärte der Vorsitzende Haluk Yildiz in einem Interview mit dem Express (Regional-Ausgabe Bonn) vom 21. Januar: „Wenn der Verfassungsschutz so sicher ist, dass es in Bonn potenzielle Attentäter gibt, dann soll er sie doch festnehmen“. Gegenüber dem General-Anzeiger Bonn hielt er eine Aufstockung von zehn Beamten im Bereich der Bekämpfung des islamischen Extremismus beim Bonner Staatsschutz für „übertrieben“. Stattdessen solle auf die Fanatiker zugegangen und der Dialog gesucht werden.
In einem Flugblatt mit dem Titel „Alle Kinder schützen! BIG-Partei gegen Schulfach Schwul“, polemisierte BIG gegen Homosexualität und bezeichnete diese als „Minderheitensexualität“, vor der die Kinder bewahrt werden müssten. Der Kreuzberger Kandidat Ismail Özkanli erklärte, man müsse Berliner Kinder vor „der Unmoral“ schützen, der BIG-Spitzenkandidat Ismet Misirlioglu sagte, man wolle verhindern, dass Schülern künftig Homosexualität „schmackhaft“ gemacht werde. Das Flugblatt behauptet, Unterrichtsvorschläge, die der Berliner Senat 2006 unter dem Titel „Lesbische und schwule Lebensweisen“ für weiterführende Schulen ausgearbeitet hatte, sollten für den Unterricht von Erstklässlern übernommen werden. Der Parteivorsitzende Yildiz entgegnete der öffentlichen Kritik auf das Flugblatt, dieses richte sich nicht gegen Homosexuelle, sondern gegen die Schulpolitik des Berliner Senats.
Im Berliner Wahlkampf 2011 betrieb BIG eine Plakatkampagne gegen den SPD-Politiker und Bestsellerautor Thilo Sarrazin. Eines dieser Wahlkampfplakate erregte Aufmerksamkeit durch seine Rechtschreibfehler, die mit dem Plakatdruck in China erklärt wurden.
Während der Landtagswahl 2012 in Nordrhein-Westfalen forderte BIG ein Verbot von Wahlkampfplakaten der Landespartei Bürgerbewegung pro NRW sowie die Prüfung eines Verbotsverfahrens gegen die Partei.
Gemeinsam mit einem Mitglied von Bündnis 90/Die Grünen in der Kommunalpolitik warf BIG im September 2012 dem Bonner Oberbürgermeister Jürgen Nimptsch (SPD) vor, mit dem Jüdischen Nationalfonds (JNF) eine „nationalistische Organisation“ zu unterstützen. Die Gesellschaft für Christlich-Jüdische Zusammenarbeit kritisierte die Partei dafür in scharfen Worten: „Wir fragen uns, warum BIG sich eine Kampagne für mehr Rechtsstaatlichkeit im demokratischen Israel aussucht. Die Synagogengemeinde in Bonn sollte nicht kritisiert werden, wenn sie dieses Aufbauprogramm des JNF unterstützt.“
Im Bundestagswahlkampf 2013 warb sie u. a. mit homophoben Plakaten, auf denen per Ungleichheitszeichen und Fotos erklärt wurde, dass ein schwules Paar etwas anderes sei als ein heterosexuelles. Zur Europawahl 2019 warb die BIG-Partei unter anderem damit, dass Wahlberechtigte mit ihrer Stimme Kinder vor „Gender-Sexualisierung an Schulen“ schützen können.